# Tellervo pandora
Tellervo pandora är en fjärilsart som beskrevs av Corbet 1942. Tellervo pandora ingår i släktet Tellervo och familjen praktfjärilar. Inga underarter finns listade i Catalogue of Life.